# Eloise Laws
Eloise Laws (nacida el 6 de noviembre de 1943) es un cantante estadounidense y miembro de la familia de músicos Laws, originaria de Houston, Texas.

## Biografía
Lavern Eloise Laws nació en Houston, Texas, como la cuarta de ocho hijos de Miola Luverta Donahue y Hubert Laws, Sr. Nacida en una familia de músicos, entre sus hermanos se encuentran el flautista Hubert, el saxofonista Ronnie y la vocalista Debra.
En la década de 1970, fue la primera sustituta de la cantante Marilyn McCoo en The 5th Dimension. A continuación, comenzó a grabar para los sellos Music Merchant y, más tarde, Invictus, de Holland-Dozier-Holland. Su primer álbum, Ain't It Good Feeling Good, fue publicado por Invictus en 1977. Desgraciadamente, ambos sellos cerraron. Laws lanzó el LP Eloise (ABC) más tarde ese mismo año y Eloise Laws (Liberty) en 1980, ambos con la colaboración de la compositora y productora Linda Creed.
Eloise ha sido acreditada como una de las coristas en el LP Every Generation de su hermano Ronnie, publicado en 1980.
Dos años más tarde, tras All in Time, para Capitol, Laws participó en álbumes de artistas como Harvey Mason, Lee Oskar, Aquarian Dream, Ahmad Jamal, así como en varios lanzamientos de sus hermanos. No volvió a grabar otro álbum en solitario hasta finales de la década de 1990. Mientras tanto, siguió su carrera en los escenarios, protagonizando el musical It Ain't Nothin' But the Blues, nominado a los premios Tony, del que también fue coautora.

## Discografía

### Álbumes de estudio
- 1977: Ain't It Good Feeling Good (Invictus Records)
- 1977: Eloise (ABC)
- 1980: Eloise Laws (Liberty)
- 1982: All in Time (Capitol)
- 2000: The Key (Scepterstein)
- 2003: Secrets (Scepterstein)

### Compilaciones
- 1999: Love Factory: The Invictus Sessions (Castle)